# Хорхе Семпрун
Хорхе Семпру́н Мау́ра (ісп. Jorge Semprún Maura [ˈxorxe semˈpɾun]; 10 грудня 1923, Мадрид — 7 червня 2011, Париж) — французький та іспанський письменник, громадський і державний діяч. Писав французькою та іспанською мовами.

## Біографія
Онук п'ятиразового прем'єр-міністра Іспанії Антоніо Маури-і-Монтанера (1853—1925). Батько — правознавець і адвокат, прихильник іспанської Республіки. 1939 року, після перемоги Франко, Хорхе разом з батьками переїхав до Франції. Навчався в  ліцеї Генріха IV та в Сорбонні. Брав участь у Опорі, був у партизанському загоні. 1942 року вступив до Комуністичної партії Іспанії. 1943 року був заарештований гестапо й до 1945 перебував у концтаборі Бухенвальд. Після війни входив до центрального комітету і політбюро іспанської компартії, 1964 року був виключений за антисталінські виступи.
Протягом 1988—1991 років обіймав посаду міністра культури в соціалістичному уряді Іспанії. В останні роки жив у Парижі.
Молодший брат — французький письменник і журналіст Карлос Семпрун (1926—2009). Син від першого шлюбу — французький письменник і публіцист Гайме Семпрун (1947—2010).

## Творчість
Автор автобіографічних книг про життя в екстремальних умовах концтабору, романів про насильство та його крайні, терористичні форми у сучасному світі.
2003 року опублікував свій перший і єдиний роман іспанською мовою, «Двадцять років і один день» (премія одинадцяти найбільших видавництв Іспанії та Фонду Хосе Мануеля Лари, засновника видавництва «Планета», за найкращий іспаномовний роман, 2004).

## Визнання
Хорхе Семпрун — перший нефранцузький автор, який став членом Гонкурівської академії (1996), лауреат численних нагород, зокрема Премії миру німецьких книгарів (1994), Єрусалимської премії (1997), Премії Овідія (2002, перший нагороджений), нагороджений Медаллю Гете (2003), Австрійською державною премією з європейської літератури (2006).

## Твори
- 1963 : Велика подорож / Le Grand Voyage — prix Formentor ; prix littéraire de la Résistance
- 1967 : Непритомність / L'Évanouissement
- 1969 : Друга смерть Рамона Меркадера / La Deuxième Mort de Ramón Mercader — prix Femina
- 1976 : Автобіографія Федеріко Санчеса / Autobiografía de Federico Sánchez (Autobiographie de Federico Sánchez) — prix Planeta 1977
- 1980 : Яка гарна неділя / Quel beau dimanche
- 1981 : L'Algarabie
- 1983 : Montand la vie continue, Denoël
- 1986 : Біла гора / La Montagne blanche
- 1987 : Нечаєв повернувся / Netchaïev est de retour
- 1993 : Вас щиро вітає Федеріко Санчес / Federico Sánchez vous salue bien
- 1994 : Письмо чи життя / L'Écriture ou la Vie — prix Femina Vacaresco
- 1995 : Мовчати неможливо / Se taire est impossible, avec Elie Wiesel
- 1998 : До побачення, жива ясносте / Adieu, vive clarté
- 1998 : Повернення Кароли Неер та манто арлекіна / Le Retour de Carola Neher et le Manteau d'Arlequin
- 2001 : Смерть, яка треба / Le Mort qu'il faut — prix des Charmettes/J.-J. Rousseau 2001
- 2002 : Сандалі / Les Sandales, Mercure de France, (ISBN 2715223676)17,
- 2003 : Двадцять років і один день / Veinte años y un día (Vingt ans et un jour)
- 2005 : Європейська людина / L'Homme européen, avec Dominique de Villepin, collection Tempus, Perrin, 2006, Paris, (ISBN 2-262-02395-6)
- 2008 : Куди йде лівиця? / Où va la gauche ?, Flammarion
- 2010 : Могила в печері хмар / Une tombe au creux des nuages. Essais sur l'Europe d'hier et d'aujourd'hui18, collection Climats, Flammarion
- 2012 : Вправи на виживання / Exercices de survie, Gallimard19
- 2013 : Мова — моя батьківщина / Le langage est ma patrie, Éditions Buchet/Chastel

## Переклади українською
Хорхе Семпрун. Писати або жити. Пер. з французької Ганни Малець. — Київ: Видавництво «Пульсари», 2017.